# بريان روز (ملاكم)
بريان روز (بالإنجليزية: Brian Rose)‏ مواليد 15 فبراير 1985 في برمنغهام، هو ملاكم محترف بريطاني يصنف ضمن فئة الوزن المتوسط.

## المسيرة الاحترافية
من نزالاته:
- خسر أمام ماثيو ماكلين (2016).
- خسر أمام ديميتريوس أندرادي بالضربة الفنية القاضية (2014).
- انتصر على يواكيم ألسني بالضربة الفنية القاضية (2013).
- انتصر على فيفيان هاريس بالضربة القاضية (2010).

## إحصائيات
خاض خلال مسيرته 34 نزالا، فاز في 29 وتعادل في 1 وخسر في 4. فاز بالضربة القاضية في 8 نزالات.

## روابط خارجية
- بريان روز على موقع بوكس ريك (الإنجليزية) (registration required)